# Eurycea chisholmensis
Eurycea chisholmensis (tên tiếng Anh: Salado Springs Salamander) là một loài kỳ giông thuộc họ Plethodontidae.
Nó là loài đặc hữu của the vicinity of Salado, Texas, Hoa Kỳ.
Môi trường sống tự nhiên của chúng là suối nước ngọt. 
Nó chỉ có ở vài con suối đổ vào rạch Salado ở quận Bell, Texas, Hoa Kỳ. 
Nó bị đe dọa do mất môi trường sống.